# Tiggiano
Tiggiano – miejscowość i gmina we Włoszech, w regionie Apulia, w prowincji Lecce.
Według danych na rok 2004 gminę zamieszkiwało 2859 osób, 408,4 os./km².